# سيباستيان دياز موراليس
سيباستيان دياز موراليس (بالإسبانية: Sebastián Díaz Morales)‏ هو مخرج أرجنتيني، ولد في 1975 في كومودورو ريفادافيا في الأرجنتين.

## وصلات خارجية
- سيباستيان دياز موراليس على موقع IMDb (الإنجليزية)

- الموقع الرسمي